# 클라스 에릭손 플레밍 남작
클라스 에릭손 플레밍 남작(스웨덴어: friherre Klas Eriksson Fleming: 1535년-1597년 4월 13일)은 스웨덴의 귀족, 군인이다. 스웨덴의 강대국 부상기의 중요 정치인으로, 요한 3세와 시기스문드의 총신이었다. 에리크 요아킴손 플레밍의 아들이며, 구스타브 1세 바사의 세 번째 왕비 카타리나 구스타브스도테르 스텐보크의 동생 에바 구스타브스도테르 스텐보크와 결혼했다.
1569년 요한 3세가 스웨덴 국왕으로 대관하면서 남작으로 서작받았고, 이듬해인 1570년 제독이 되었다. 1591년 러시아와의 전쟁에서 핀란드 및 에스토니아군 대장으로서 종군했다. 1592년 요한 3세가 죽자 요한 3세의 아들 폴란드 국왕 시기스문드와 동생 칼 아브 쇠데르만란드 공작 숙질간에 왕위분쟁이 일어났다. 플레밍 남작은 시기스문드에게 붙었고, 시기스문드는 1594년 그를 왕국무관장에 임명했다. 플레밍 남작은 칼 공작의 숙적으로서 그를 괴롭혔다.
1593년 플레밍 남작은 시기스문드를 따라 폴란드로 갔다가 1594년 고향인 핀란드로 돌아갔다. 핀란드에서 플레밍은 누구의 눈치도 보지 않고 무소불위의 권력을 휘둘렀다. 하지만 러시아와의 전쟁(제5차 러시아-스웨덴 전쟁)으로 인해 핀란드 민중들의 생활은 피폐해졌고, 특히 테우시나 조약을 맺은 뒤 플레밍이 핀란드 농민들에게 군인 주둔에 따른 전비를 전가하자 플레밍에 대한 불만이 폭발, 포흐얀마에서 민란이 발생했다. 소위 몽둥이 전쟁이다. 플레밍 남작은 1569년 노키아 전투와 1597년 일몰라 전투에서 농민군을 박살내고 민란을 뒤에서 선동한 칼 남작과 대적하기 위해 스웨덴으로 향할 준비를 하던 중 갑자기 죽었다.
플레밍 남작의 아들 요한 클라에손 플레밍은 시기스문드의 시종관이었으며, 시기스문드 폐위전쟁이 칼 공작의 승리로 돌아간 뒤 시기스문드파 귀족들을 보복처형한 투르쿠 피바다 때 동생들과 함께 처형되었다. 이로써 플레밍 남작가는 대가 끊겼다.

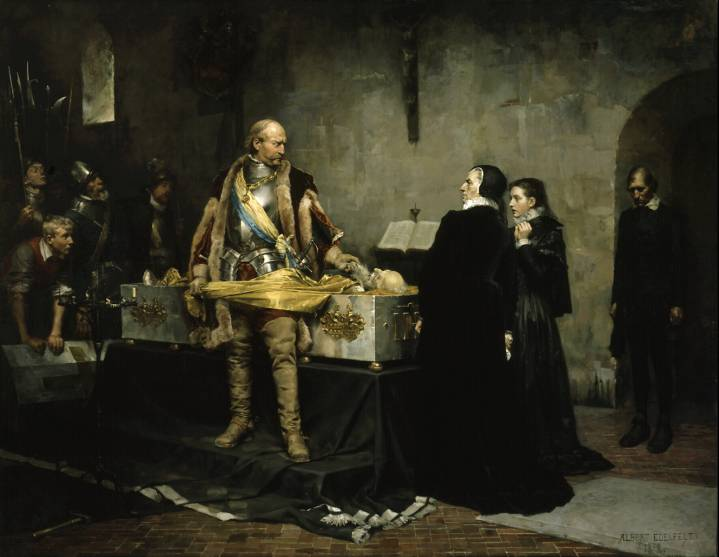
〈클라스 플레밍의 시체를 모욕하는 칼 공작〉 (알베르트 에델펠트 그림)

## 같이 보기
- 시기스문드 폐위전쟁